# NGC 504
NGC 504 je čočková galaxie v souhvězdí Ryby. Její zdánlivá jasnost je 13,0m a úhlová velikost 1,7′ × 0,4′. Je vzdálená 195 milionů světelných let, průměr má 95 000 světelných let. Galaxie je členem skupiny galaxií LGG 24, jejímž nejjasnějším členem je NGC 499. Objevil ji 22. listopadu 1827 John Herschel.
John Herschel objekt objevil aniž poznamenal jeho popis, a pozorování katalogizoval ve svém katalogu jako GC 291. Později objekt nezávisle pozoroval d'Arrest, který jej považoval za nově objevený, a jeho pozorování John Herschel katalogizoval jako GC 292. John Dreyer obě položky rozpoznal jako shodné, a galaxii zařadil do katalogu NGC jako NGC 504 s popisem "velmi slabá, malá".

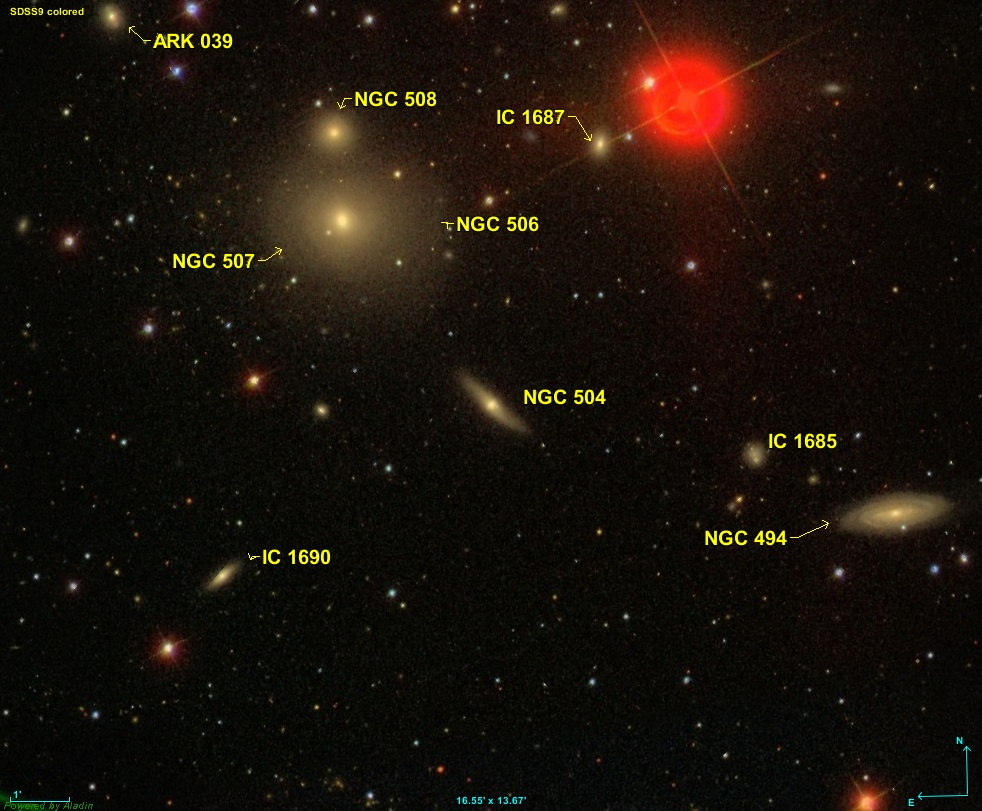
NGC 504 a okolní galaxie na snímku z SDSS